# The Caveman's Valentine
The Caveman's Valentine is een Amerikaanse thriller uit 2001.

## Rolverdeling
| Acteur               | Personage |
| -------------------- | --------- |
| Samuel L. Jackson    | Romulus   |
| Aunjanue Ellis       |           |
| Tamara Tunie         |           |
| Ann Magnuson         |           |
| Anthony Michael Hall | Bob       |
| Joris Jarsky         |           |
| Rodney Eastman       |           |
| Colm Feore           |           |
| Richard Fitzpatrick  |           |
| Leonard L. Thomas    |           |
| Peter MacNeill       |           |
| Kate McNeil          |           |
| Damir Andrei         |           |
| Jay Rodan            |           |